# Carlo Maria Viganò
Carlo Maria Viganò (Varese, 1941. január 16. –) kiközösített katolikus olasz érsek. 2011 és 2016 között apostoli nuncius volt az Amerikai Egyesült Államokban, 2009 és 2011 között pedig a Vatikánváros Kormányzóságának főtitkára. Ismert arról, hogy hozzájárult a 2012-es vatikáni kiszivárogtatási botrányhoz, ahogy felfedte a Vatikán pénzügyi korrupcióját. Ferenc pápa egyik leghangosabb és legharcosabb kritikusa és ellenfele. Tevékenységének és a 2018-as, a pápát elítélő 11 oldalas nyílt levelének az lett a végeredménye, hogy a Vatikán (Hittani Dikasztérium) 2024-ben kiközösítette őt.

## Élete
1968. március 24-én szentelték pappá és hivatása nagy részét a Szentszék diplomatájaként élte. 1989 tavaszán kinevezték az Európa Tanács strasbourgi állandó megfigyelőjévé. Papként számos diplomáciai misszióban szolgált, mielőtt 1992-ben II. János Pál pápa püspökké szentelte.
2009. július 16-án XVI. Benedek pápa nevezte ki Vatikánváros kormányzóságának (Governatorato dello Stato della Città del Vaticano) főtitkárává.
Megreformálta a Vatikánváros pénzügyeit és új költségvetést alakított ki. Benedek pápának közvetlenül panaszkodott a pénzügyi korrupció miatt.
Két levelének jogosulatlan közzététele a vatikáni kiszivárogtatási botrányhoz vezetett, feltárva a rossz pénzügyi gazdálkodást és a Vatikánban elkövetett jogsértéseket. Ezt követően 2011-ben a kifogásai miatt áthelyezték az Amerikai Egyesült Államokba, apostoli nunciussá és 2016-ig töltötte be ezt a hivatalt. Jellemző rá, hogy hangzatos kijelentéseket tesz és például Trump elnököt isteni eszköznek nevezte a sötétség gyermekei elleni háborúban.
Bírálta ugyanakkor az egyházát, hogy annak több intézményét, felülről lefelé, egy „korrupt maffia” foglalta el. A katolikus egyházban jelen lévő kínos ügyeket hozott nyilvánosságra, így például egy amerikai bíboros, Theodore McCarrick molesztálási botrányát, miközben – állítása alapján – a pápa és az egyház befolyásos tagjai fedezték a bíboros szexuális visszaéléseit. Ferenc pápát bírálta azért is, hogy a „globalista körök” eszközévé vált.
A Fiducia supplicans  ("Könyörgő bizalom") című pápai dokumentum 2023-as kiadását követően, amely lehetővé teszi a katolikus papok számára, hogy bizonyos feltételek mellett megáldják az azonos nemű párokat, Ferenc pápát "hamis prófétának" és "Sátán szolgájának" nevezte.
2023 júliusában megalapította az Exsurge Domine egyesületet, hogy támogatást nyújtson azoknak a papoknak, laikusoknak és vallásosoknak, akiket tradicionalista nézetük vagy állásuk miatt felfüggesztett, vagy hátrányba hozott a modernizmus liberális útjára lépett katolikus egyház.
A Vatikán alapján elrejtőzött és a közösségi médiát használva 2024. június 20-án jelentette be, hogy az egyháza beidézte Rómába, hogy válaszoljon a skizma hivatalos vádpontjaira, de ott nem jelent meg. A Vatikán végül 2024. július 5-én a szakadás és megosztás kánoni bűnében bűnösnek találta és kiközösítette őt.